# Géographie de l'Andorre
L'Andorre est un pays d'Europe enclavé entre la France et l'Espagne. Avec une superficie de 468 km2, il s'agit du sixième plus petit état d'Europe mais toutefois le plus grand des micro-États européens. Comparée à un département français, l'Andorre est légèrement moins vaste que le Territoire de Belfort. Située sur le versant méridional des Pyrénées, la principauté présente un relief très montagneux culminant au pic de Coma Pedrosa à une altitude de 2 943 mètres. Constituant autrefois une barrière naturelle isolant le pays, les montagnes andorranes, bénéficiant d'un enneigement important, sont aujourd'hui mises en valeur par des stations de ski et jouent un rôle de premier plan dans l'économie du pays.
Se frayant un chemin entre les montagnes, la Valira, principal cours d'eau de l'Andorre, dessine trois étroites vallées en forme de «Y» dans lesquelles se concentrent les terres cultivées, le réseau routier, ainsi que les principales villes du pays.
Subdivisée en sept paroisses, la principauté d'Andorre a pour capitale la ville d'Andorre-la-Vieille qui avec ses 22 000 habitants en représente le cœur économique et démographique.
Baignant dans un climat méditerranéen aux influences montagnardes la principauté, recouverte de forêts et de pâturages, abrite des espaces naturels protégés dont la vallée du Madriu classée au patrimoine mondial de l'UNESCO.

## Géographie physique

### Orographie

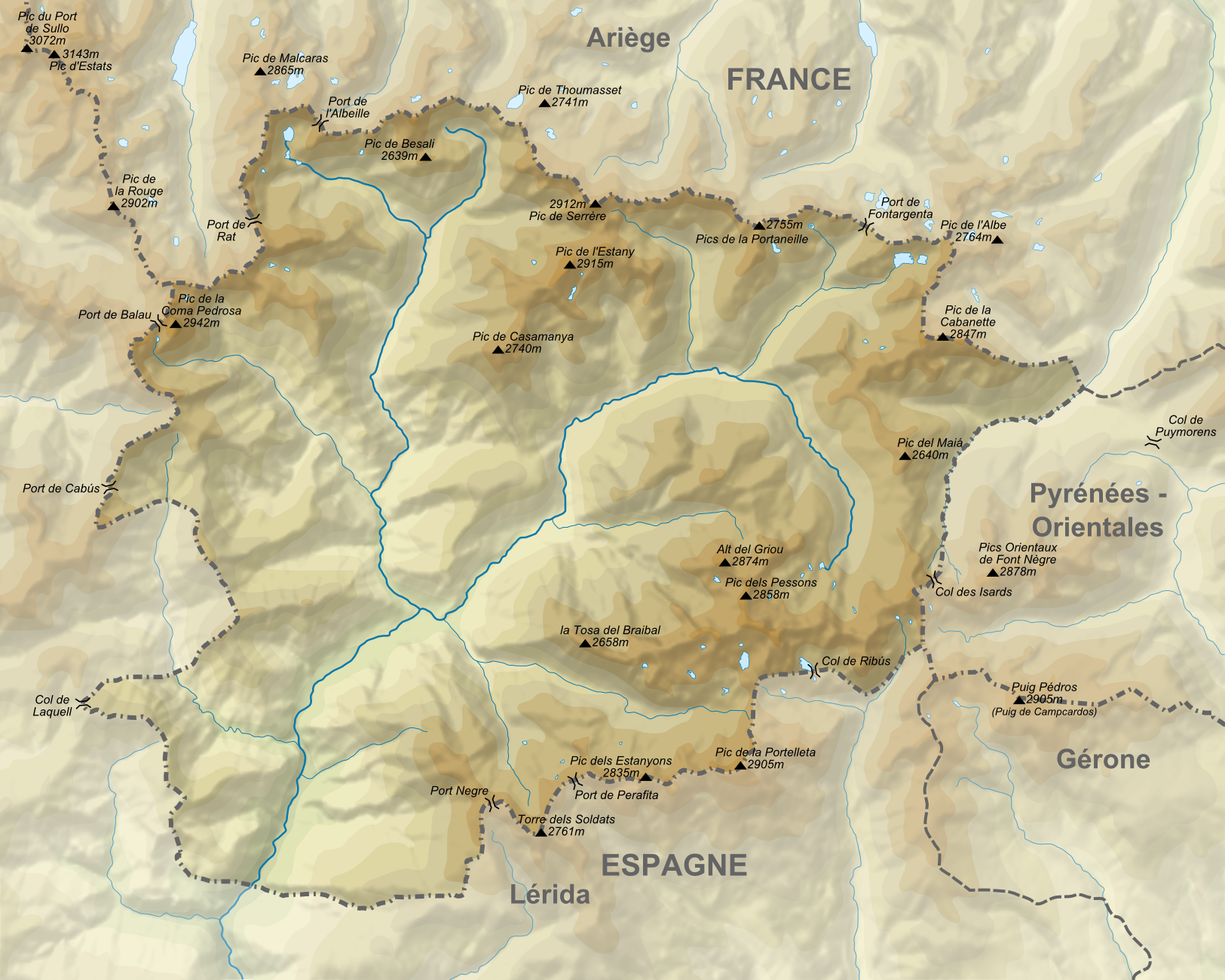
Carte topographique de l'Andorre

Andorre est un pays principalement montagneux du fait de sa situation sur le versant méridional des Pyrénées. Cette orographie particulière permet au pays d'être connu comme étant le plus haut d'Europe avec une altitude moyenne de 1 996 mètres. Andorre-la-Vieille est également la plus haute capitale d'Europe car située à une altitude de 1 013 mètres. Le caractère montagneux a été longtemps une source d'isolement pour le pays mais est aujourd'hui un atout touristique avec le développement de stations de ski (Vallnord, Grand Valira, La Rabassa).
Le point culminant de la principauté est le pic de Coma Pedrosa s'élevant à 2 943 mètres d'altitude. Trois étroites et profondes vallées en forme de «Y» se dessinent entre les montagnes et correspondent aux bras de la Valira, principal cours d'eau du pays. Celui-ci se dirige vers l'Espagne et quitte l'Andorre à une altitude de 840 mètres, ce qui correspond au point le plus bas du pays (confluent avec le Runer).
Andorre compte soixante-cinq sommets dépassant les 2 500 mètres d'altitude. Depuis le pic de Médécourbe (2 914 mètres) situé sur le tripoint occidental entre la France, l'Espagne et l'Andorre, les principaux sommets sur la façade nord du pays sont d'ouest en est : le pic de Tristagne (2 878 mètres), le pic de Font Blanca (2 903 mètres), le pic de la Serrera (2 913 mètres) et le pic de la Cabaneta (2 863 mètres). À partir du pic de la Serrera, un massif comprenant le pic de l'Estanyó (2 915 mètres) et le pic de Casamanya (2 750 mètres) se prolonge vers le sud, séparant ainsi les vallées de la Valira d'Orient et de la Valira del Nord. Au sud du pic de Médecourbe, sur la façade occidentale du pays, le long de la frontière espagnole se trouvent du nord au sud, la Roca Entravessada (2 928 mètres), le pic de Coma Pedrosa (2 942 mètres), le pic de Sanfonts (2 889 mètres) et le pic de Port Nègre (2 589 mètres). Enfin, la façade orientale de la principauté présente en particulier le pic d'Envalira (2 825 mètres) et le pic de la Portelleta (2 905 mètres).

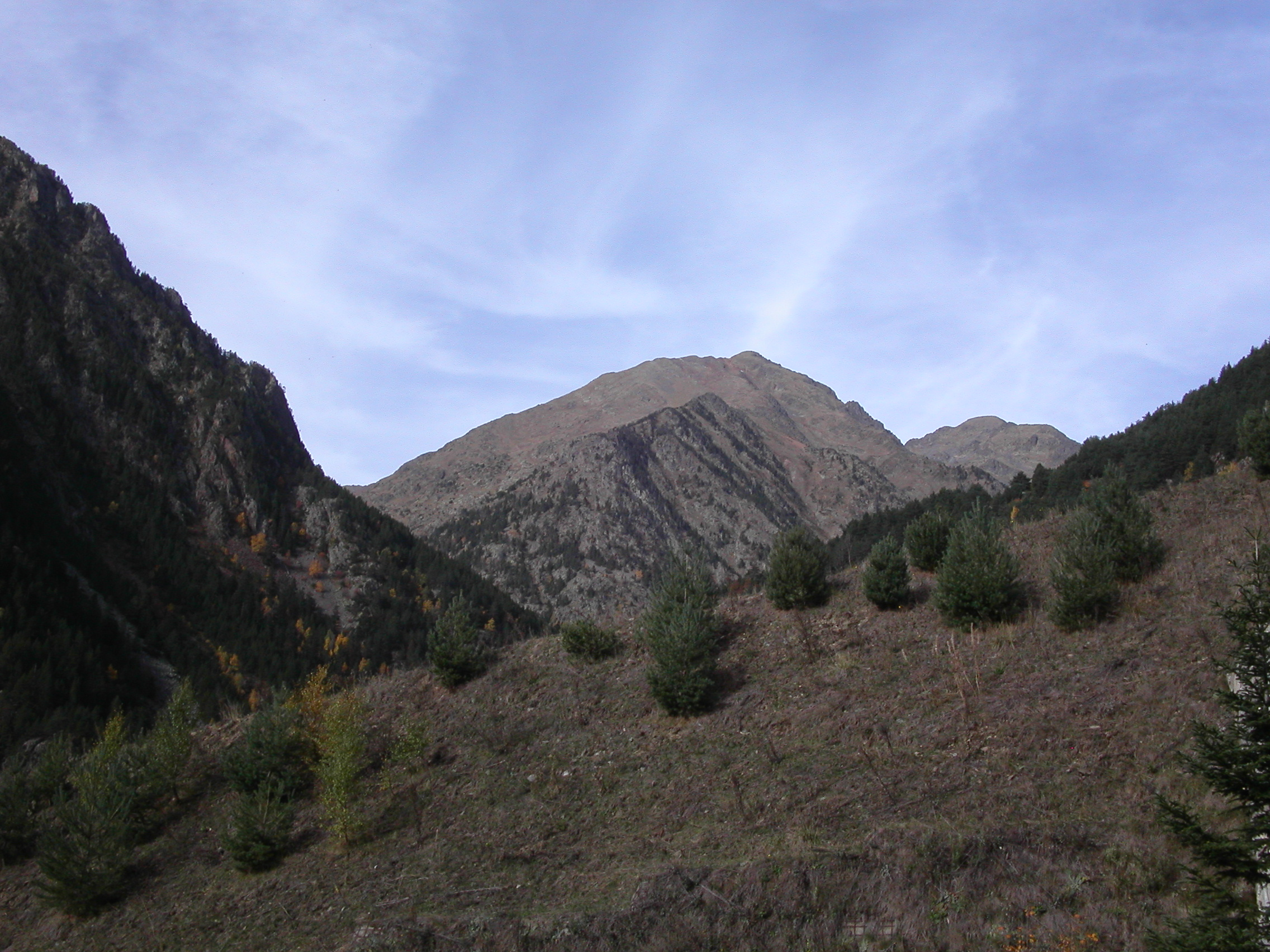
Le pic de Coma Pedrosa depuis Arinsal
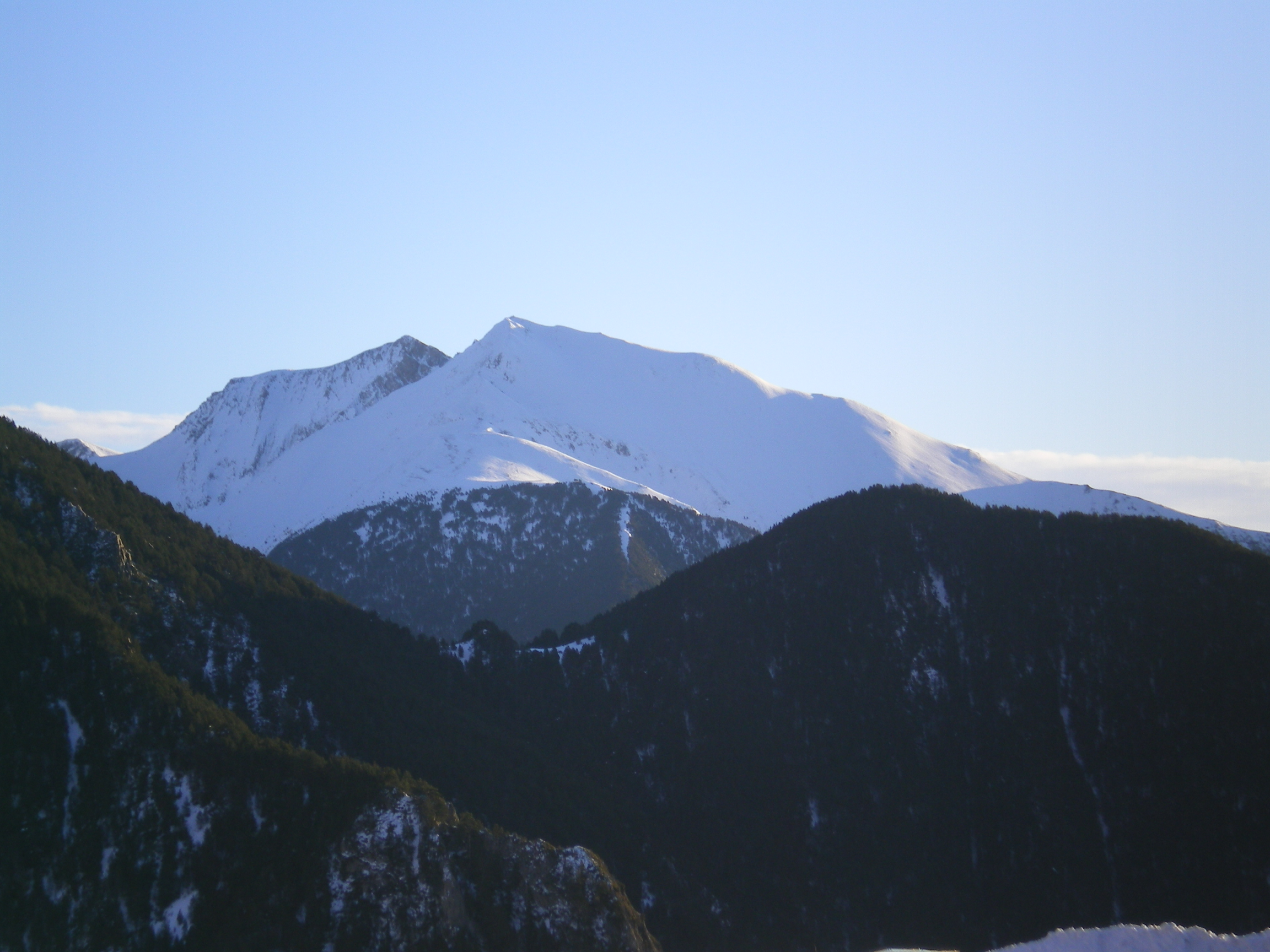
Le pic de Casamanya
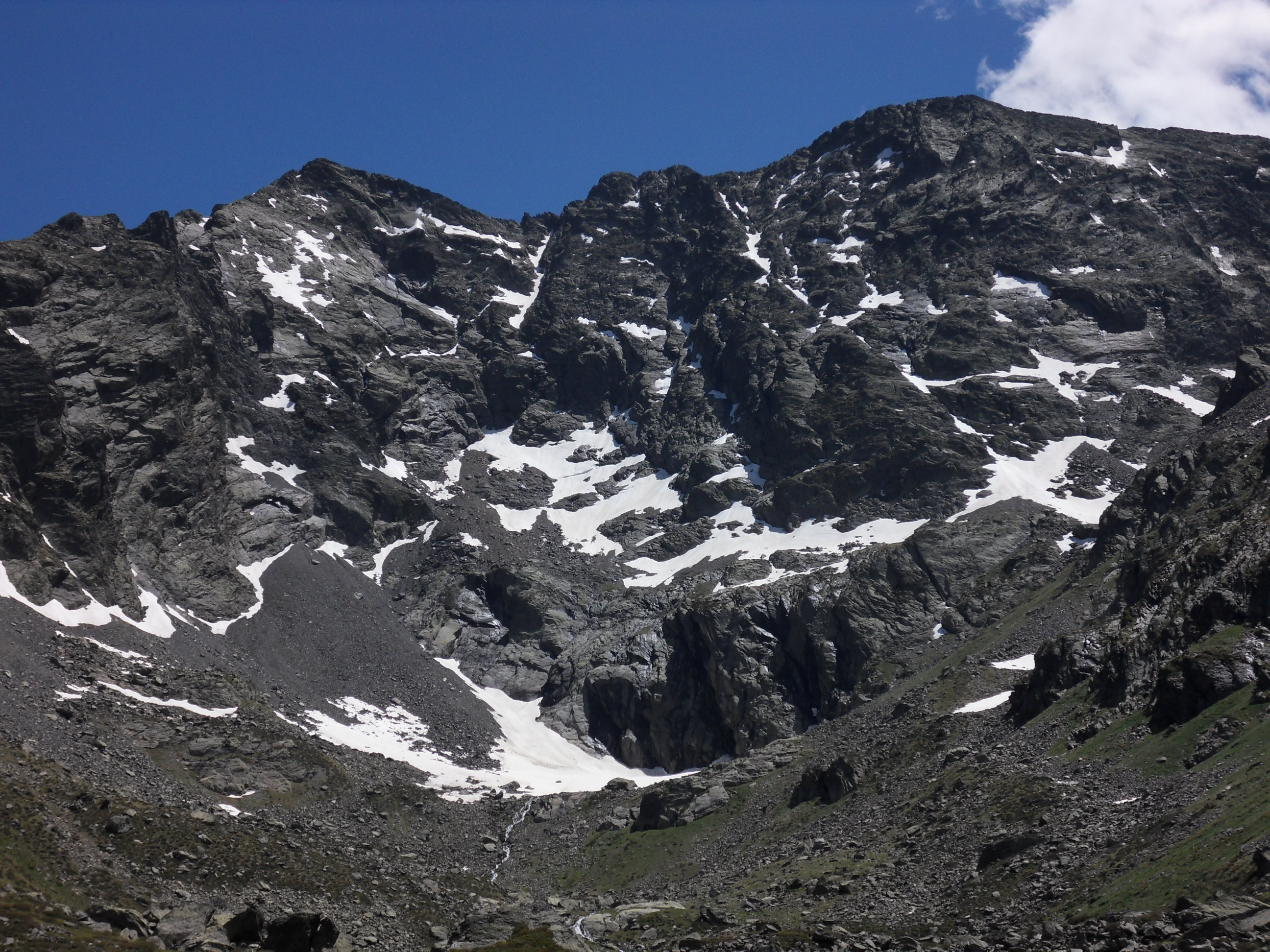
Le pic de Médécourbe depuis la France
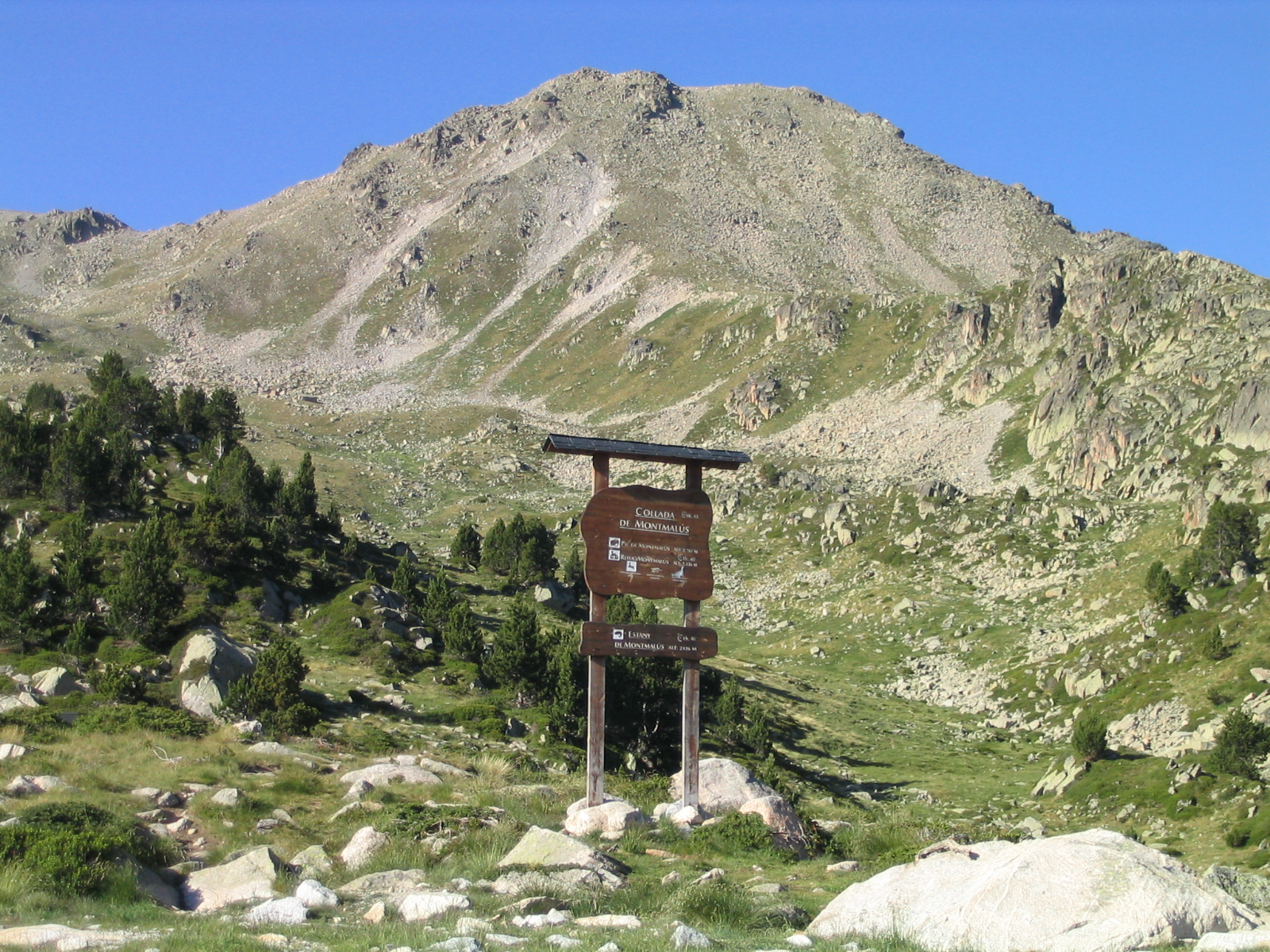
Le pic de Montmalús

### Hydrographie

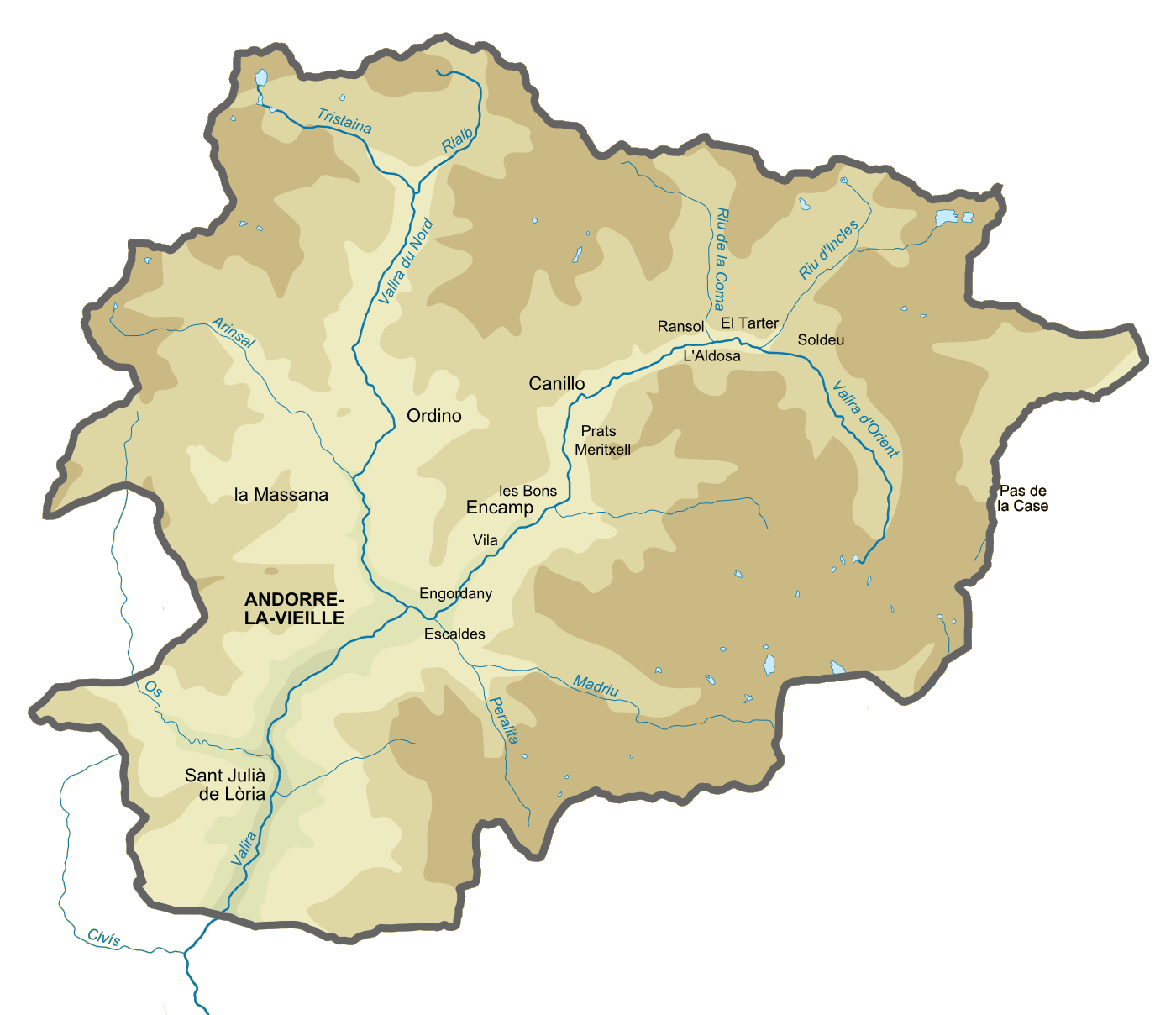
Système hydrographique de l'Andorre

L'Andorre est quasiment entièrement située dans le bassin hydrographique de la Valira (438 km2 sur les 468 km2 du pays), à l'exception notable de la Solana d'Andorre dont les eaux rejoignent le bassin de l'Ariège par l'intermédiaire du riu Sant Josep. Cette particularité place ainsi l'Andorre entre le système hydrologique de l'Èbre et celui de la Garonne, c'est-à-dire sur la ligne de partage des eaux entre mer Méditerranée et océan Atlantique. Cette ligne de partage suit la frontière nord du pays sur 38 kilomètres depuis le pic de Médécourbe jusqu'au pic de Siscaro puis pénètre à l'intérieur du pays sur une portion de 10 kilomètres entre ce dernier et le pic Negre d'Envalira à partir duquel elle se poursuit en France. L'ensemble des cours d'eau de l'Andorre suit un régime hydrologique de type nivo-pluvial.
La Valira del Nord s'écoule sur environ 14 kilomètres depuis les Estanys de Tristaina, en traversant les villages d'Arans, La Cortinada, Sornàs, Ordino et La Massana jusqu'à Escaldes-Engordany où elle rejoint la Valira d'Orient qui a elle parcouru un trajet d'environ 23 kilomètres au travers des paroisses de Canillo et d'Encamp. Les deux cours d'eau forment le Gran Valira qui chemine vers la frontière espagnole pour rejoindre le Sègre. La Valira et ses bras sont situés au sein des trois principales vallées du pays.
Andorre comporte une soixantaine de lacs d'origine glaciaire dispersés dans les montagnes. Ceux-ci sont particulièrement prisés des randonneurs pendant la saison estivale. Le plus vaste d'entre eux est l'Estany Primer de Juclar situé au nord-est du pays, d'une superficie de 22 hectares. Le lac d'Engolasters est lui utilisé pour la production d'hydroélectricité.
L'eau est une des principales ressources naturelles du pays que ce soit au travers de l'énergie hydro-électrique (centrale hydroélectrique de Les Escaldes) ou encore de la balnéothérapie (Caldea).

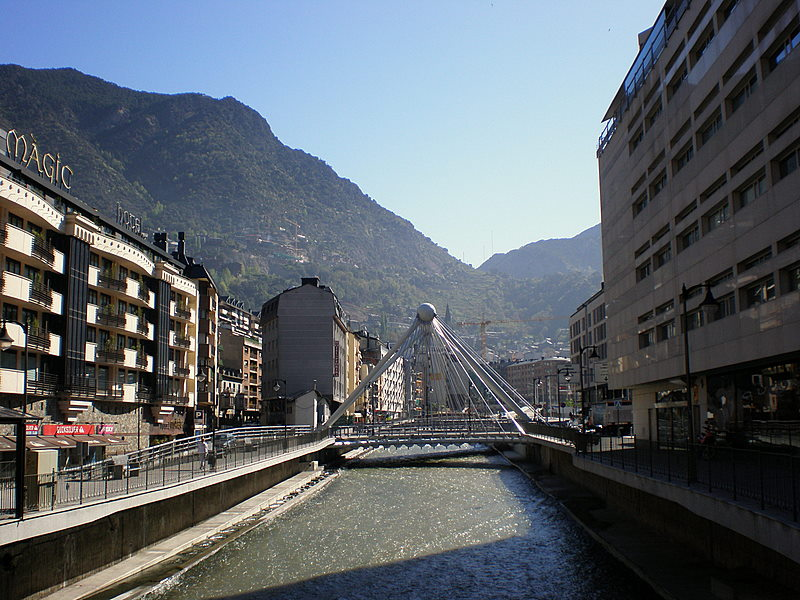
La Valira sous le pont de Paris à Andorre-la-Vieille.
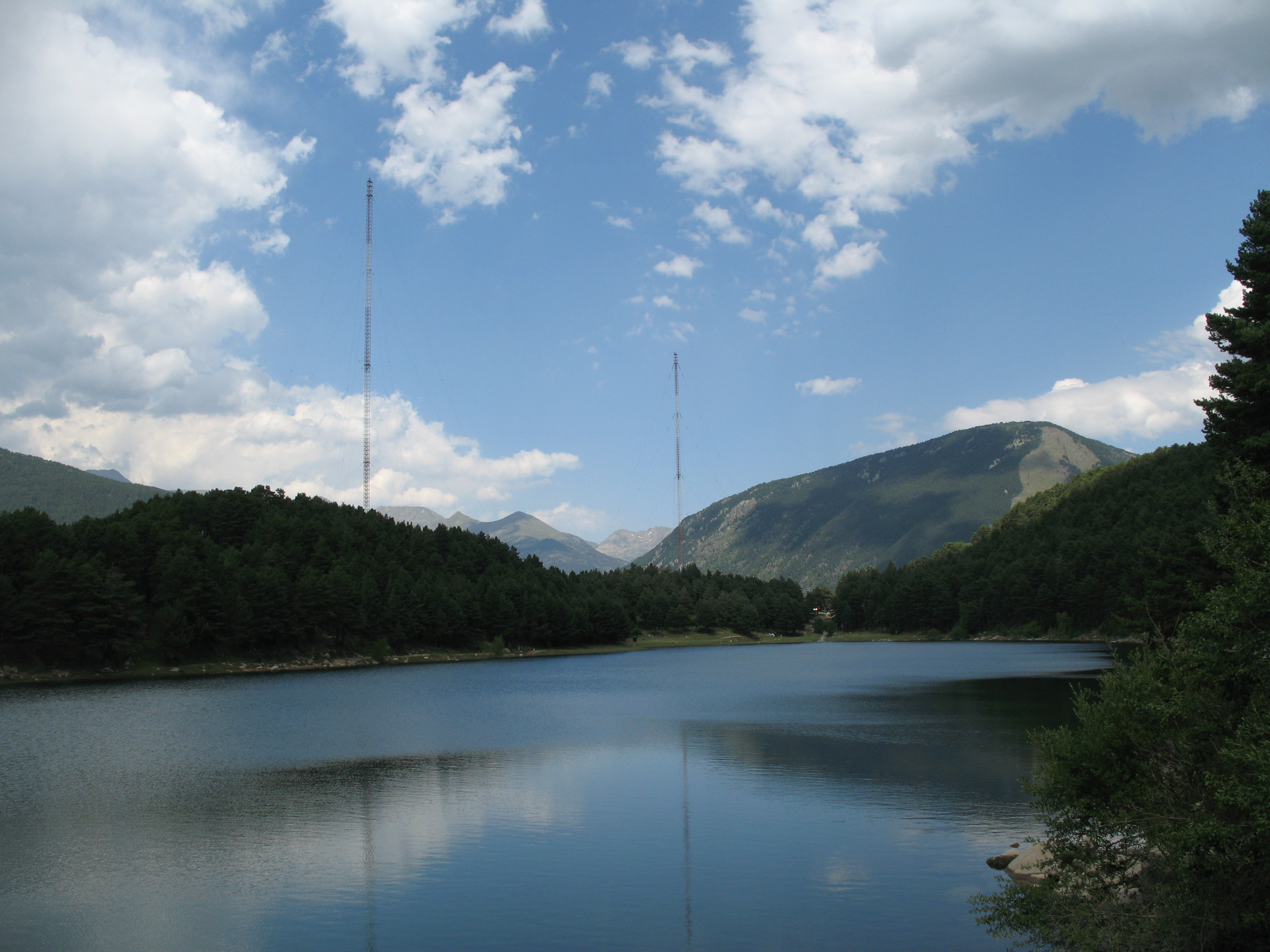
Le lac d'Engolasters.
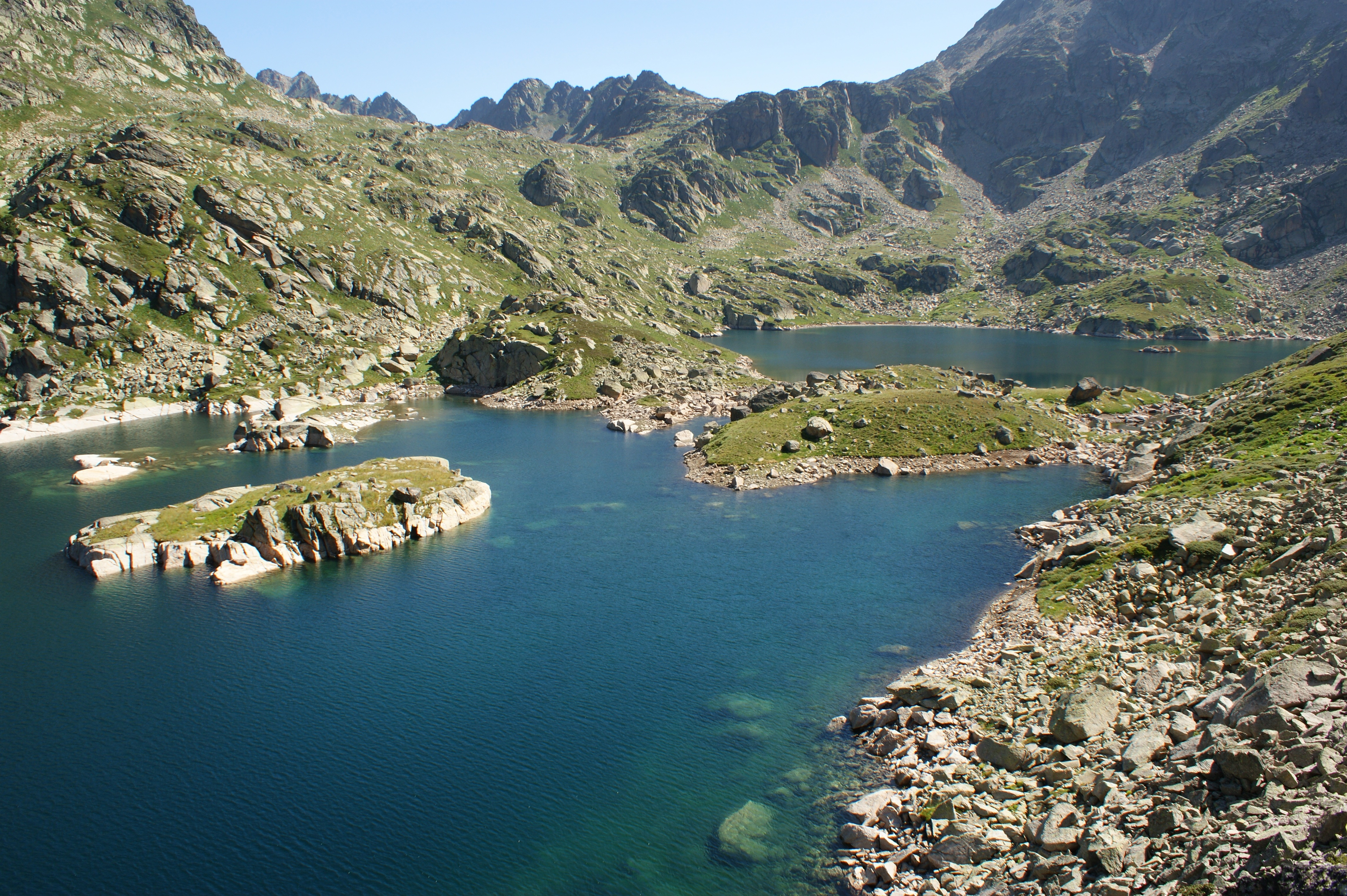
Le lac de Juclar.
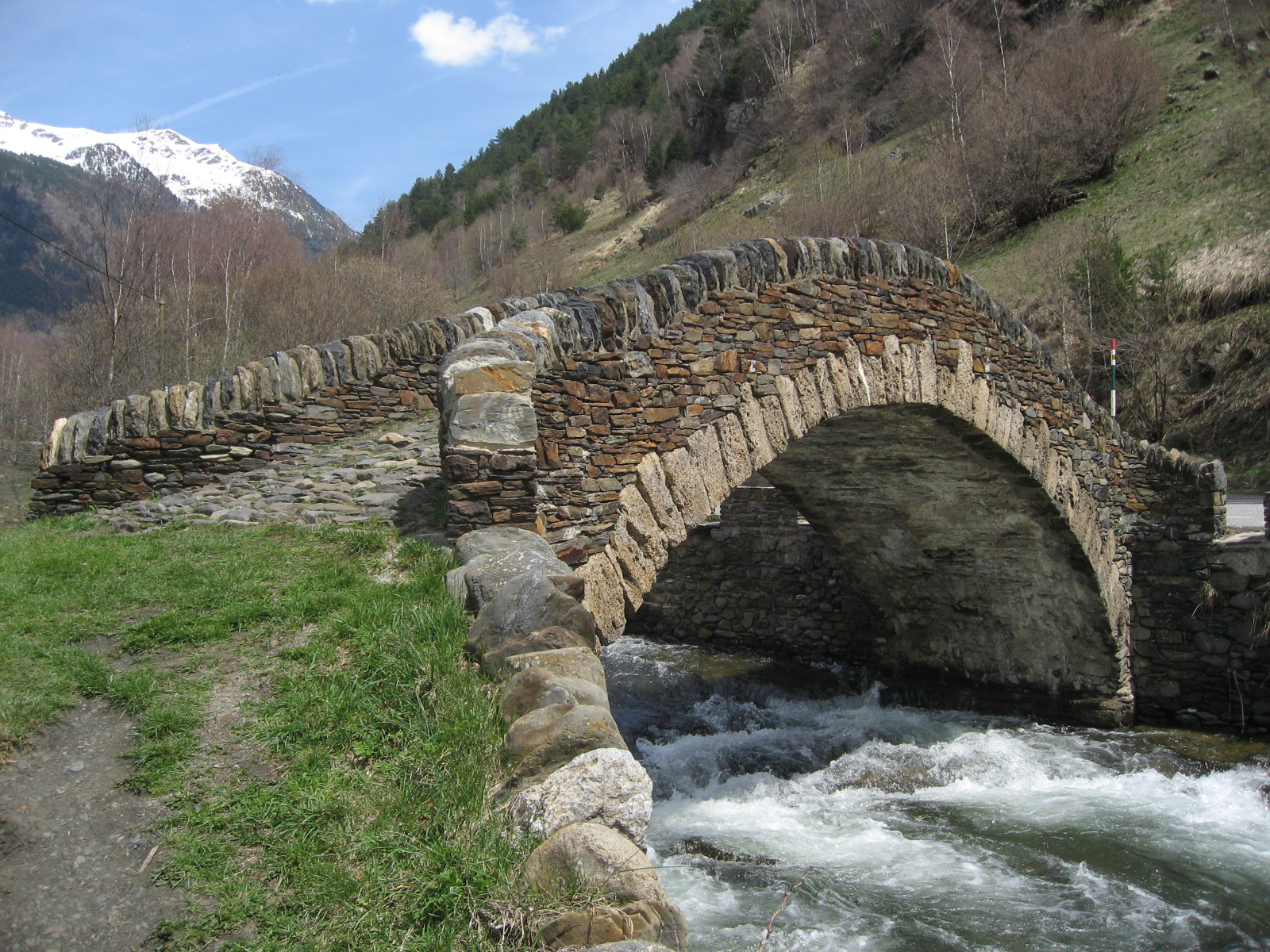
La Valira del Nord sous le pont d'Ordino.

### Géologie

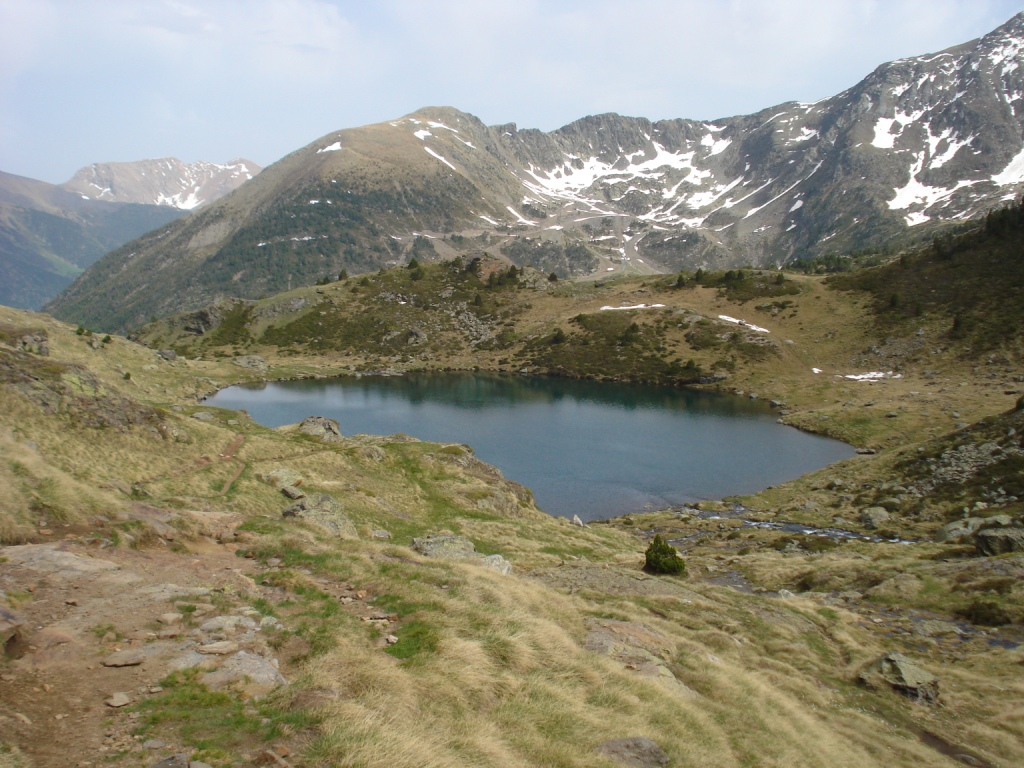
Les lacs de Tristaina, d'origine glaciaire

Située au cœur des Pyrénées, l'Andorre a une histoire géologique indissociable de celle de ce massif montagneux. L'orogenèse s'est déroulée il y a 40 millions d'années à la suite de la collision entre la plaque ibérique et la plaque eurasienne. Andorre se trouve dans la zone axiale des Pyrénées centrales, ce qui signifie que la région qu'elle occupe a été intensément plissée lors de cette collision.
Cependant les roches qui forment le territoire andorran sont antérieures à cette orogenèse puisque le plissement a fait remonter à la surface des roches sédimentaires du permien mais aussi des roches métamorphiques, volcaniques et plutoniques du socle hercynien. C'est ce phénomène qui est à l'origine de la grande diversité des roches de la principauté. Ainsi le sud-est du pays est constitué d'un vaste batholite granitique, tandis que le massif de Casamanya est lui de nature calcaire,. Le nord-est du pays, près de la frontière française est composé de gneiss, ce qui donne un aspect plus découpé au relief. Enfin le nord-ouest et l'ouest de l'Andorre présentent un mélange complexe de schiste et d'ardoise.
La glaciation du quaternaire a laissé son empreinte sur le paysage. Des glaciers descendaient le long des principales vallées pour fusionner au niveau d'Escaldes-Engordany. L'érosion glaciaire a façonné le paysage sous forme de cirques (par exemple le cirque des Pessons), de vallées (comme la vallée d'Incles) ou de lacs (comme les lacs de Tristaina).

### Climat

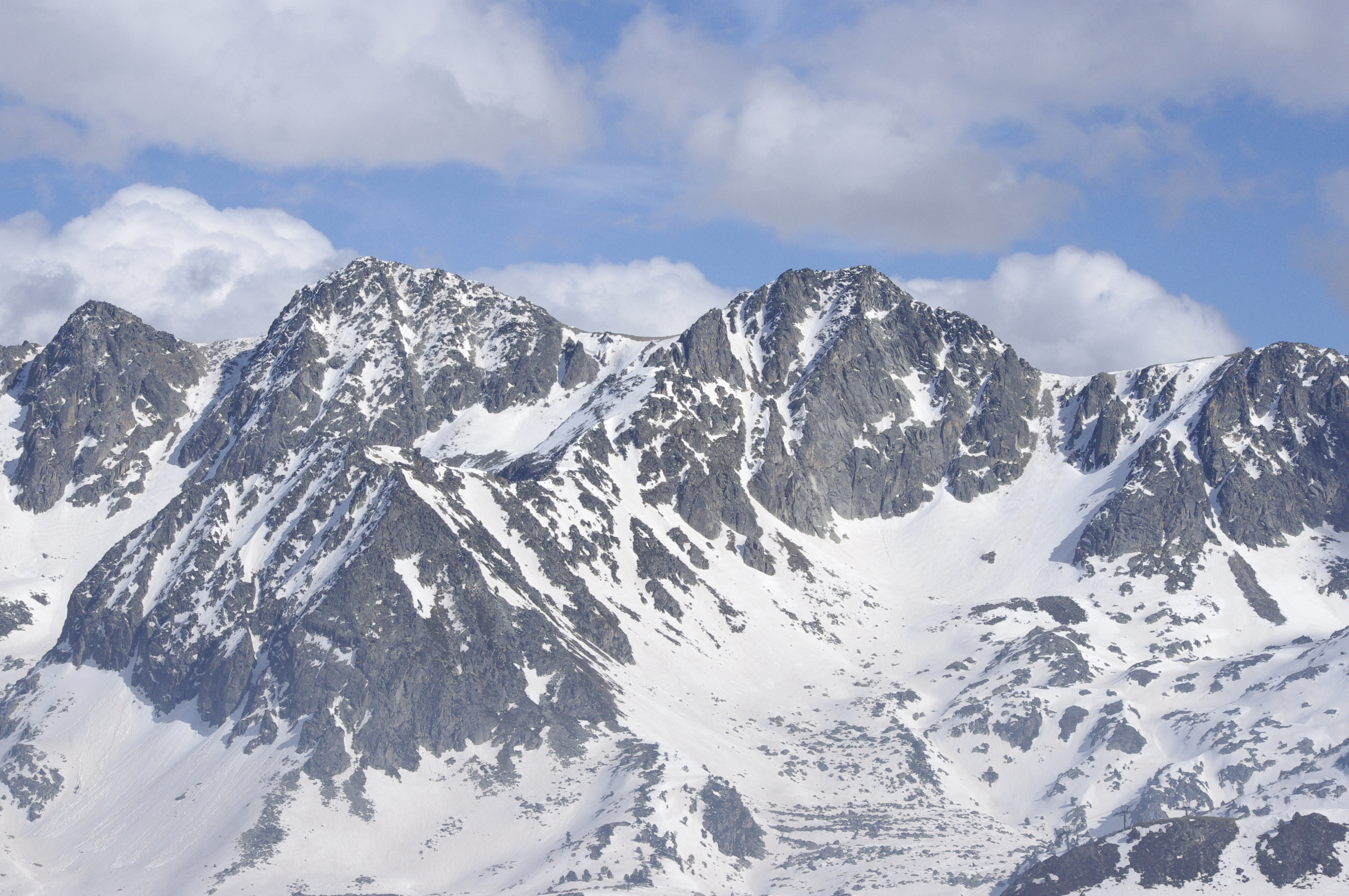
Le massif de l'Envalira sous la neige

Le climat d'Andorre est méditerranéen influencé par la haute montagne pyrénéenne,.
Du fait de l'altitude moyenne élevée du pays, les étés sont plus frais que dans les régions voisines avec des températures moyennes estivales inférieures à 20 °C sur la majeure partie du territoire. À l'inverse les hivers sont plus rigoureux et les températures moyennes hivernales se situent aux alentours de 3 °C dans les principales vallées et sont négatives sur la plus grande partie du pays. Il existe d'importantes variations de température avec l'altitude.
Comme sur le reste du versant sud des Pyrénées (Aragon, Catalogne occidentale, Cerdagne), le régime des précipitations en Andorre est essentiellement alimenté par les perturbations de sud à sud-ouest d'origine atlantique, qui subissent une influence continentale lors de leur traversée de la péninsule ibérique et se réactivent au contact du relief pyrénéen.
La moyenne annuelle des précipitations pour l'ensemble du pays est de 1 071,9 mm. Il existe cependant des variations dans le pays puisque les précipitations sont croissantes avec l'altitude et sont plus marquées au nord qu'au sud de la principauté. Les mois les plus secs sont janvier et février tandis que mai, juin et novembre sont les plus humides. Les mois d'été comportent peu de jours pluvieux, mais les précipitations y sont associées aux orages donc importantes en un court laps de temps. La neige est présente principalement de novembre à avril mais reste jusqu'en juillet sur les plus hauts sommets.
L'ensoleillement est important avec plus de 300 jours de soleil à l'année.
| Mois                         | Jan | Fév | Mar | Avr | Mai  | Jun  | Jul  | Aou  | Sep  | Oct | Nov | Dec | Année |
| Températures moyennes (ºС)   | 1,2 | 2,3 | 5,7 | 8,1 | 11,4 | 15,1 | 17,8 | 17,8 | 14,6 | 9,7 | 5,2 | 2,5 | 9,3   |
| Précipitations moyennes (mm) | 44  | 42  | 62  | 64  | 89   | 99   | 86   | 97   | 93   | 73  | 65  | 65  | 879   |
| ---------------------------- | --- | --- | --- | --- | ---- | ---- | ---- | ---- | ---- | --- | --- | --- | ----- |

| Mois                         | Jan  | Fév  | Mar | Avr | Mai | Jun  | Jul  | Aou  | Sep  | Oct | Nov | Déc  | Année |
| Températures moyennes (ºС)   | −2,1 | −1,1 | 1,5 | 3,7 | 7,1 | 10,9 | 13,3 | 13,3 | 10,7 | 6,2 | 1,8 | −1,1 | 5,35  |
| Précipitations moyennes (mm) | 61   | 62   | 74  | 82  | 105 | 112  | 85   | 108  | 104  | 88  | 82  | 88   | 1051  |
| ---------------------------- | ---- | ---- | --- | --- | --- | ---- | ---- | ---- | ---- | --- | --- | ---- | ----- |

### Risques naturels

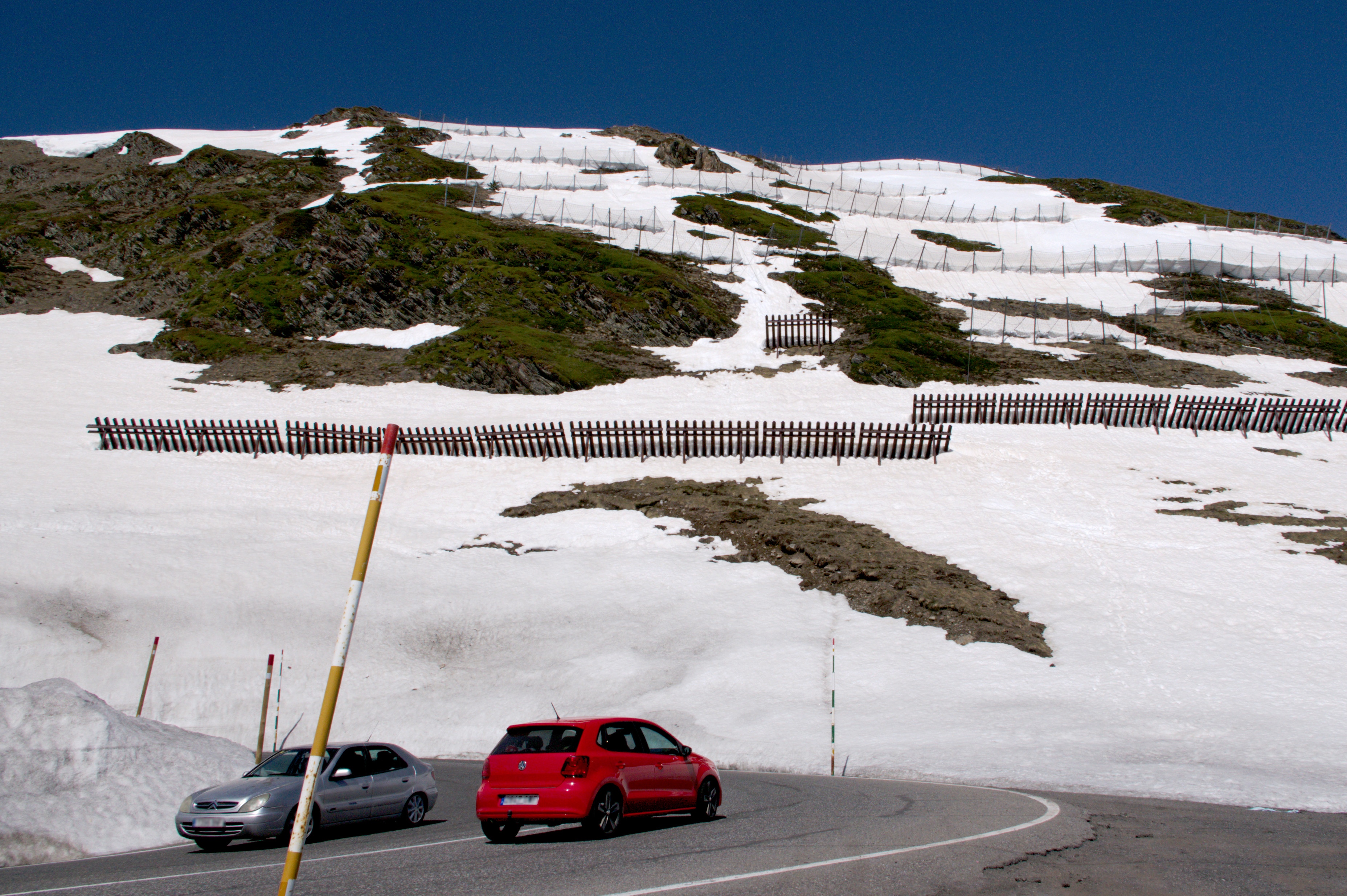
Pare-neige sur la route du Pas de la Case

Le risque d'avalanche est présent en Andorre de la mi-hiver jusqu'au début de l'été. Des méthodes de protection paravalanche ont été mises en place telles que le déclenchement préventif à l'aide d'explosifs, la construction de paravalanches ou encore la compaction de la neige,. Des avalanches meurtrières ou destructrices se sont déjà produites dans le pays, à Arinsal en 1996, ou au Pas de la Case en 1970.
Les glissements de terrain et chutes de pierres sont fréquents en Andorre, et suivent des périodes de fortes précipitations. Ils peuvent parfois interrompre la circulation routière comme ce fut le cas en 2008 sur la route CG-3 entre Ordino et La Massana.
Les Pyrénées, la Catalogne et l'Andorre connaissent de fréquents tremblements de terre. Cependant leur magnitude est généralement inférieure à 2 sur l'échelle de Richter. Des tremblements de terre ayant causé des dégâts ont été documentés dans le passé comme dans l'Alta Ribagorça en 1373 ou en Cerdagne en 1428. Plus récemment, un tremblement de terre de magnitude 4,2 s'est produit le 5 octobre 1999 aux environs de Bagnères-de-Luchon en France et a été ressenti en Andorre. Le tremblement de terre le plus important survenu dans les Pyrénées au cours dernières années s'est produit en 1996 près de Perpignan et présentait une magnitude de 5,2. Tous ces éléments ont amené le gouvernement andorran à étudier la possibilité d'un tremblement de terre destructeur en Andorre.
Les feux de forêt sont un autre risque naturel de l'Andorre. Entre 1962 et 2005, plus de mille incendies ont été comptabilisés dans le pays, ce qui représente environ vingt feux de forêt par an. Il n'y a cependant jamais eu de feu de forêt mortel dans la principauté,. Les torrents et cours d'eau andorrans sont susceptibles de causer des inondations en cas de précipitations importantes. Celles-ci sont parfois destructrices, comme ce fut le cas lors du débordement du Runer à la frontière hispano-andorrane en 2008.

### Ressources naturelles

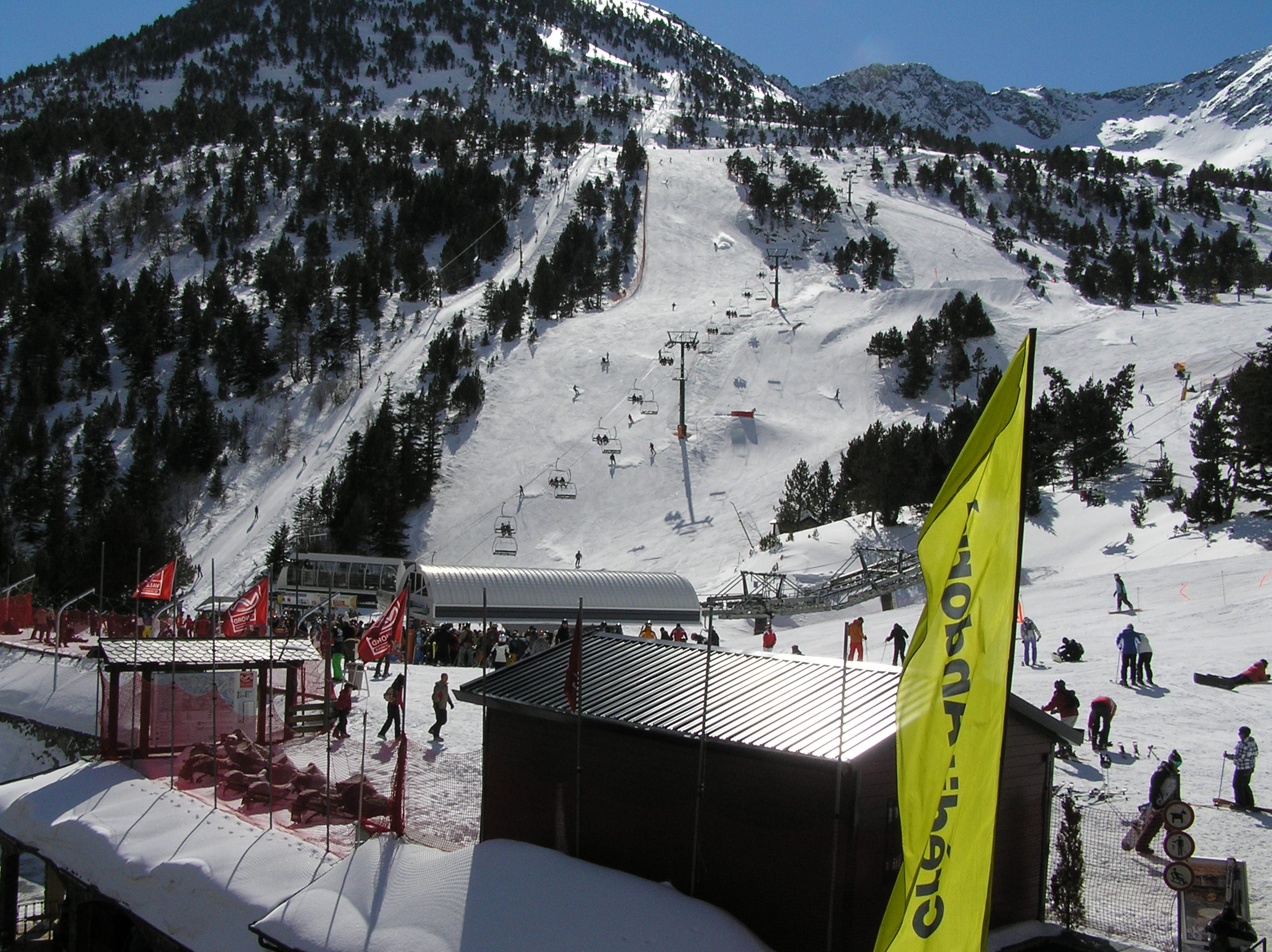
La station de ski d'Arcalis

L'eau est l'une des principales ressources naturelles de l'Andorre. Elle permet la production d'énergie hydroélectrique grâce à la centrale hydroélectrique de Les Escaldes, alimentée par les eaux du lac d'Engolasters. Celle-ci couvre 15 à 20 % des besoins énergétiques du pays. La ville de Les Escaldes profite de plus d'une source d'eau thermale sur laquelle a été édifié le complexe thermoludique de Caldea. Il s'agit du plus grand centre de balnéothérapie en montagne de toute l'Europe,. L'eau douce des rivières andorranes est aussi utilisée pour la consommation locale. Ainsi les villes d'Andorre-la-Vieille et d'Escaldes-Engordany pourvoient à leurs besoins à partir de l'eau très pure du riu Madriu. La pureté des eaux de la principauté permet d'ailleurs de puiser de l'eau minérale à Arinsal.  L'eau des rivières sert à l'irrigation des quelques terres cultivées du pays et en particulier les cultures de tabac. Enfin, les lacs de montagnes sont un terrain pour pratiquer la pêche.
Les montagnes d'Andorre sont un atout naturel majeur pour le pays. Mises en valeur par des chemins de randonnée et par des stations de ski (Vallnord, Grand Valira), elles sont arpentées par les touristes et jouent de ce fait un rôle clé dans l'économie de la principauté.
Le sous-sol andorran abrite du minerai de fer et de plomb. Le minerai de fer était autrefois exploité dans la paroisse d'Ordino et transformé dans des forges à la catalane.
Les forêts recouvrant une partie importante du pays sont une source de bois,.

## Géographie humaine

### Frontières

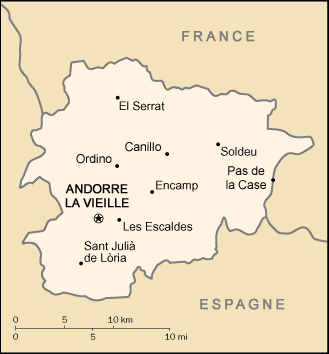
Les frontières de l'Andorre

Andorre partage des frontières terrestres avec ses deux pays voisins - l'Espagne et la France - sur une longueur totale de 118 kilomètres.
Il existe deux tripoints entre ces pays. Le tripoint occidental correspond au pic de Médécourbe (42° 36′ 13″ N, 1° 26′ 33″ E), tandis que le tripoint oriental est situé à proximité de la Portella Blanca d'Andorra (42° 30′ 09″ N, 1° 43′ 33″ E).
- La frontière franco-andorrane s'étend sur 55 kilomètres[4], au sud de la France (départements de l'Ariège et des Pyrénées-Orientales) et au nord et nord-est d'Andorre (paroisses de La Massana, Ordino, Canillo et Encamp). Le Pas de la Case, à près de 2 000 mètres d'altitude, est l'unique point de passage routier entre les deux pays. Il n'existe pas de point de passage ferroviaire. La frontière se dirige globalement vers le nord-est sur son tiers occidental et vers le sud-est sur ses deux-tiers orientaux.

- La frontière hispano-andorrane s'étend sur 63 kilomètres[4], au sud d'Andorre et au nord de l'Espagne. Elle sépare les paroisses de Sant Julià de Lòria, Escaldes-Engordany et Encamp de la province espagnole de Lérida (comarques de l'Alt Urgell, de Pallars Sobirà et de la Cerdagne). Les deux pays étant situés sur le même bassin versant les communications sont bien plus aisées qu'entre Andorre et la France.

### Subdivisions administratives
La principauté est historiquement divisée en paroisses centrées sur les principales villes. Traditionnellement au nombre de six, il en existe sept depuis 1978, date à laquelle la paroisse d'Escaldes-Engordany a été créée par la scission de celle d'Andorre-la-Vieille.
Les paroisses situées au niveau des cours de la Valira d'Orient et de la Valira del Nord, c'est-à-dire Encamp, Canillo, La Massana et Ordino sont regroupées sous l'expression de «paroisses hautes» par opposition aux «paroisses basses» que sont Andorre-la-Vieille, Escaldes-Engordany et Sant Julià de Lòria. On utilise parfois également l'expression de «paroisses centrales» pour désigner les paroisses d'Andorre-la-Vieille et d'Escaldes-Engordany.
Les paroisses de Canillo et d'Encamp se disputent le Terreny de Concòrdia, actuellement inclus dans le territoire de la paroisse d'Encamp.
| N°. | Armoiries           | Nom                 | Superficie (km²) | Population (2014) |  |
| 1   | Canillo             | Canillo             | 121              | 4 270             |  |
| 2   | Encamp              | Encamp              | 74               | 12 041            |  |
| 3   | Ordino              | Ordino              | 89               | 4 675             |  |
| 4   | La Massana          | La Massana          | 65               | 10 076            |  |
| 5   | Andorra la Vella    | Andorra la Vella    | 12               | 22 615            |  |
| 6   | Sant Julià de Lòria | Sant Julià de Lòria | 60               | 9 270             |  |
| 7   | Escaldes-Engordany  | Escaldes-Engordany  | 47               | 14 002            |  |

### Villes

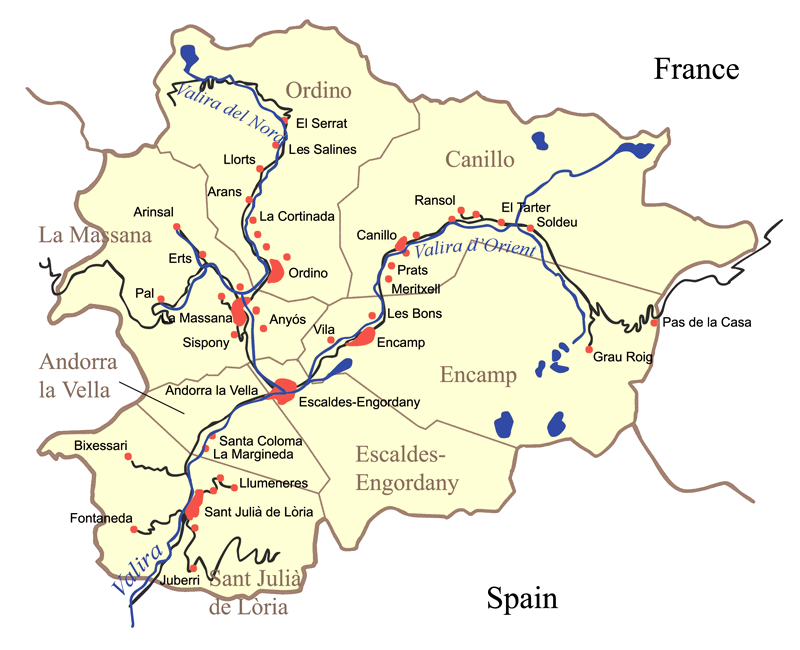
Carte des villes d'Andorre

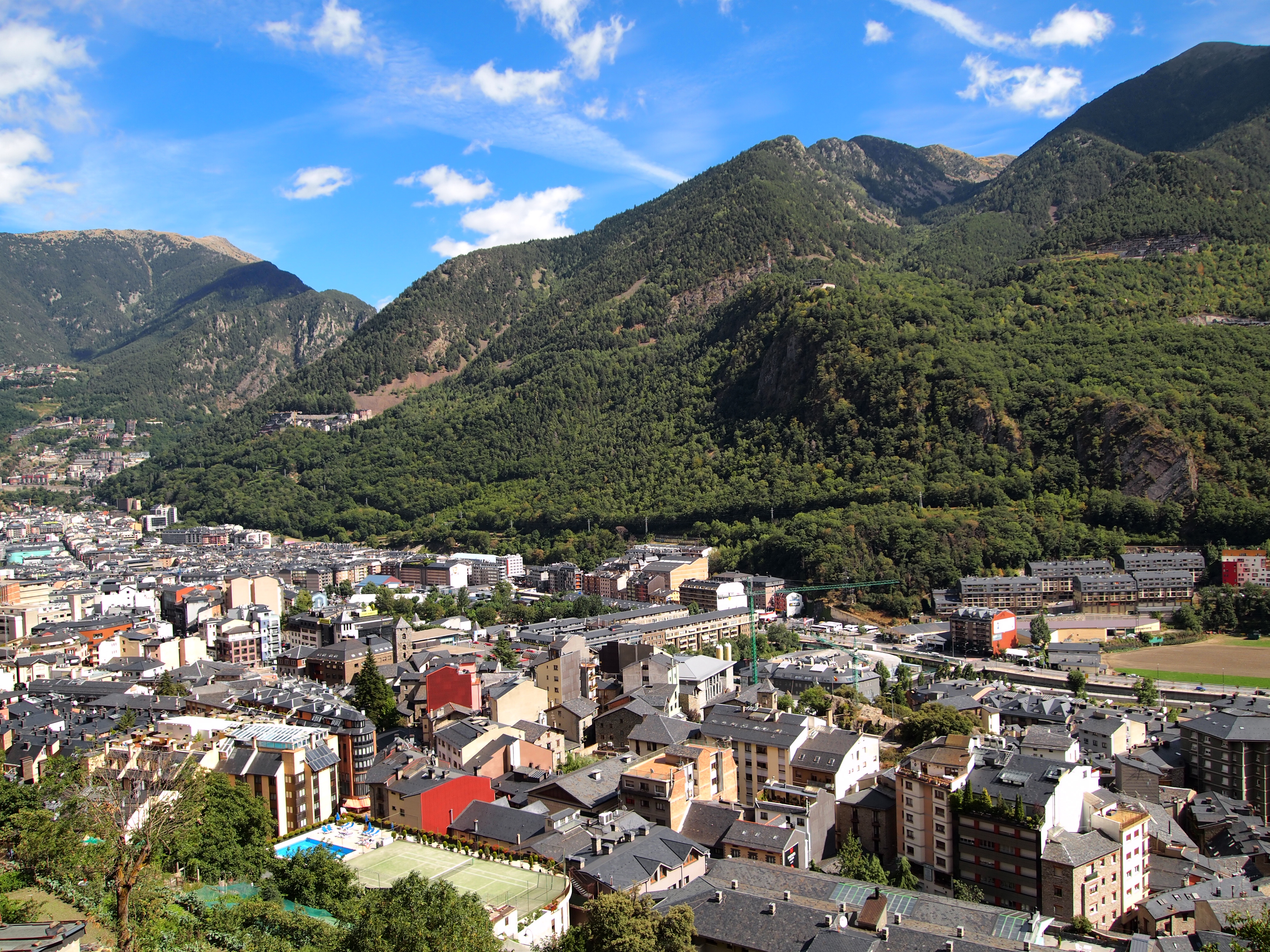
Vue générale de la capitale Andorre-la-Vieille

La population andorrane est fortement urbanisée comme en témoigne la valeur du taux d'urbanisation qui atteint 85,6 %. Ce taux est comparable à celui du Danemark et légèrement supérieur à celui de la France.
Le paysage urbain est dominé par l'agglomération d'Andorre-la-Vieille et Escaldes-Engordany qui concentre à elle seule plus de 35 000 habitants, ce qui représente plus de la moitié de la population du pays. Elle constitue également le cœur économique de la principauté. En dépit de son rôle local de premier plan, Andorre-la-Vieille est l'une des plus petites capitales d'Europe devant La Valette, Vaduz, Saint-Marin et la cité du Vatican.
La population se concentre presque exclusivement dans les villes et villages situés dans les vallées occupées par la Valira et ses deux bras. La ville du Pas de la Case fait exception à la règle, puisqu'elle est bâtie à environ 2 000 mètres d'altitude. Son développement particulier s'explique par le tourisme frontalier et les infrastructures de sports d'hiver. Dans la vallée d'Andorre-la-Vieille, l'urbanisation a été telle que par manque d'espace la croissance de la ville tend désormais à s'effectuer sur les versants des montagnes avoisinantes et non dans la vallée.
|                                               | Ville                  | Population (2010) | Paroisse            |
| --------------------------------------------- | ---------------------- | ----------------- | ------------------- |
| 1.                                            | Andorre-la-Vieille     | 20 526            | Andorre-la-Vieille  |
| 2.                                            | Escaldes-Engordany     | 16 920            | Escaldes-Engordany  |
| 3.                                            | Encamp                 | 8 830             | Encamp              |
| 4.                                            | Sant Julià de Lòria    | 8 101             | Sant Julià de Lòria |
| 5.                                            | la Massana             | 5 067             | La Massana          |
| 6.                                            | Le Pas de la Case      | 3 063             | Encamp              |
| 7.                                            | Santa Coloma d'Andorra | 2 979             | Andorre-la-Vieille  |
| 8.                                            | Ordino                 | 2 809             | Ordino              |
| 9.                                            | Canillo                | 2 274             | Canillo             |
| 10.                                           | Arinsal                | 1 655             | La Massana          |
| 11.                                           | El Tarter              | 1 527             | Canillo             |
| 12.                                           | Vila                   | 1 260             | Encamp              |
| 13.                                           | les Bons               | 1 204             | Encamp              |
| 14.                                           | Sispony                | 1 037             | La Massana          |
| Source : Departament d’Estadística d'Andorra. |                        |                   |                     |

### Utilisation des terres

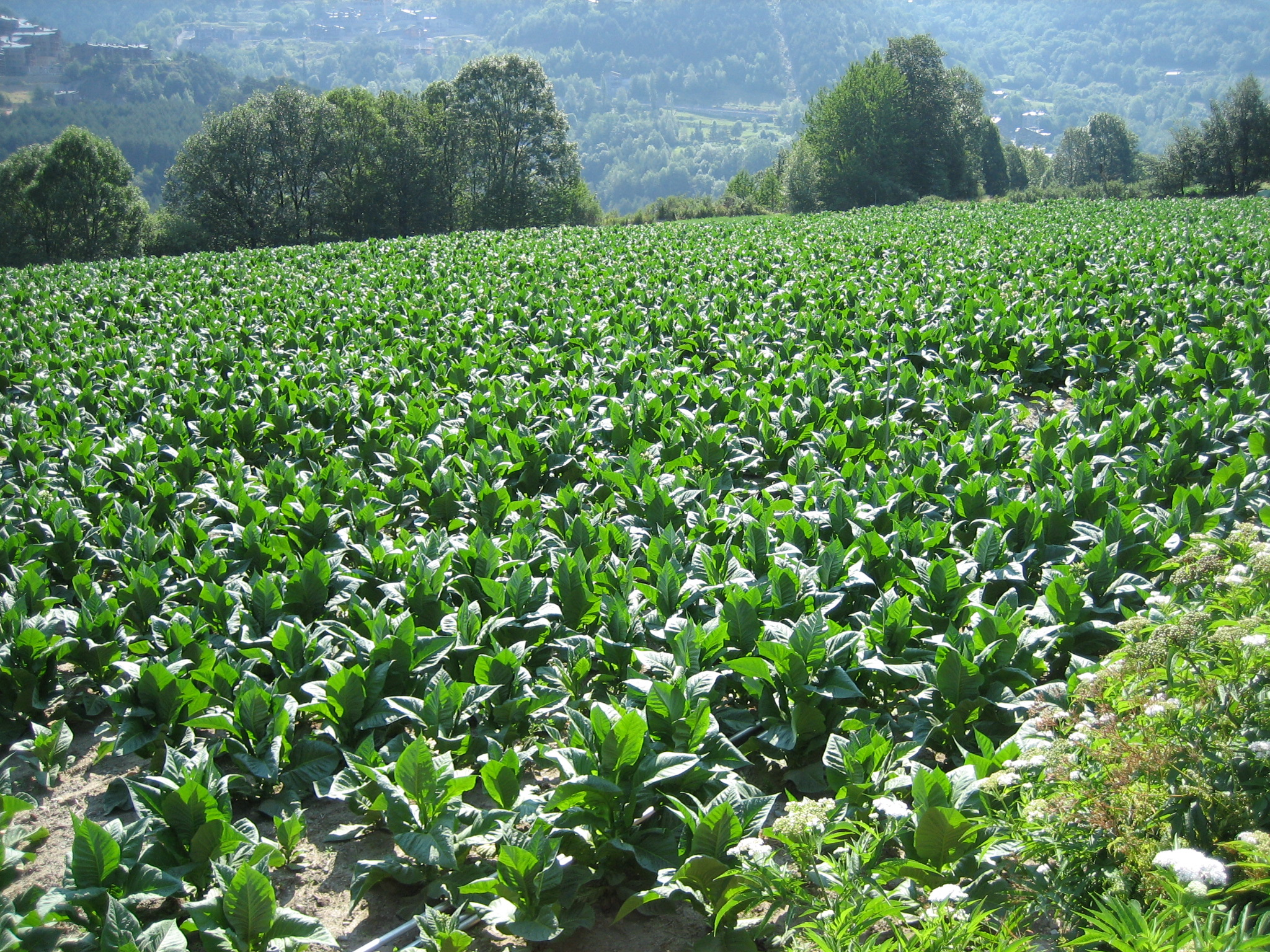
Un champ de tabac près de Sispony

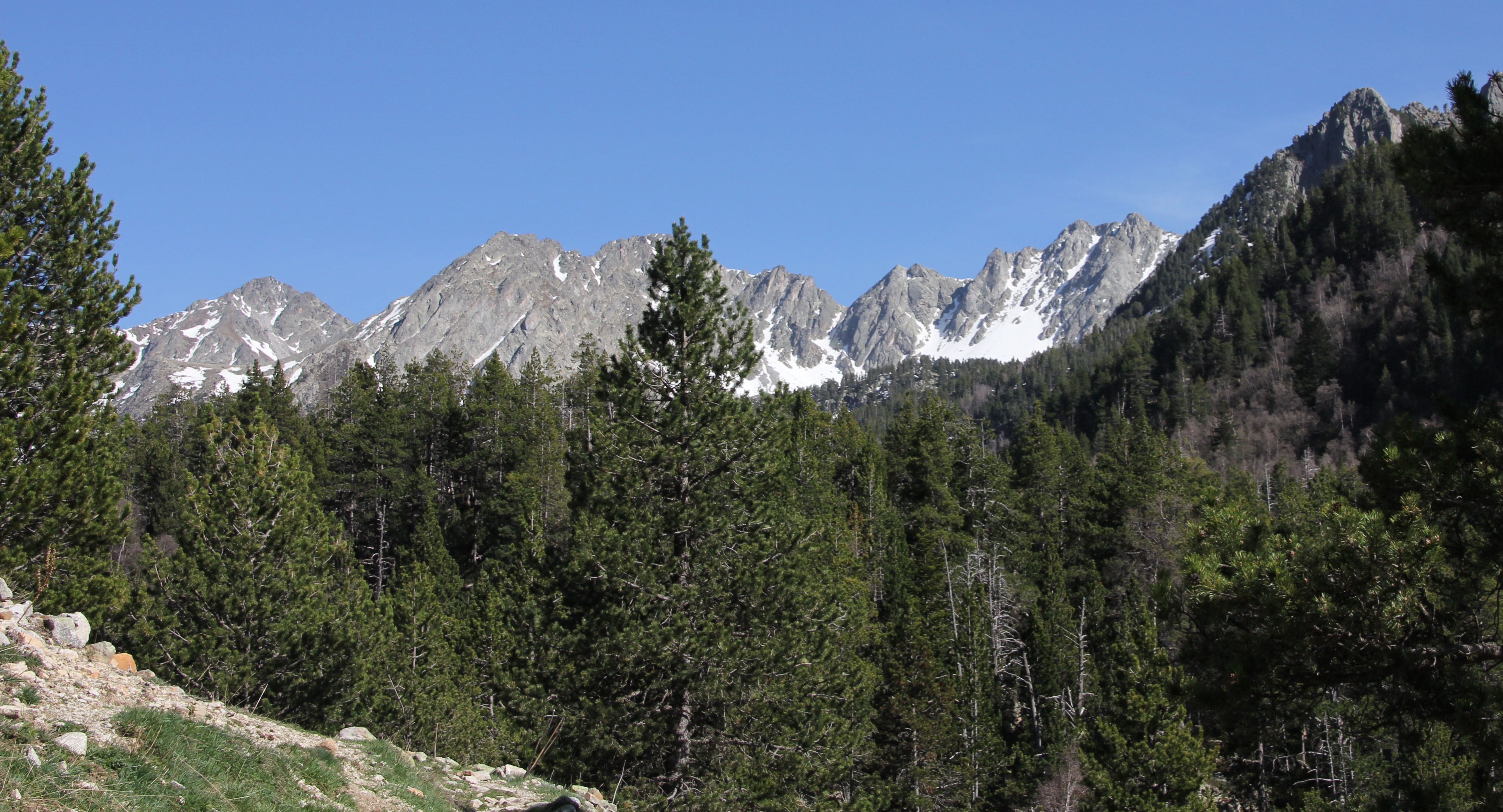
Forêts dans la vallée du Madriu

Le relief accidenté du pays ne laisse que peu d'espace disponible pour l'agriculture. Les terres cultivées représentent seulement 2 000 hectares, soit un peu plus de 4 % de la superficie du pays et sont principalement consacrées à la culture du tabac. Compte tenu de sa topographie plus favorable, la paroisse de Sant Julià de Lòria est celle qui compte le plus de terres cultivées. Les cultures sont principalement situées dans les vallées dont l'altitude est inférieure à 1 500 mètres.
Les versants ensoleillés (soulane) sont préférés aux versants ombragés (ubac), généralement recouverts de forêts.
Les forêts, principalement constituées de conifères, recouvrent 34 % du territoire andorran. À haute altitude, les cultures sont remplacées par les pâturages qui représentent 38 % de la surface totale du pays.
Une part importante du pays est classée comme espace naturel protégé. Le parc naturel de Sorteny au nord de la principauté couvre 1 080 hectares, tandis que la vallée du Madriu-Perafita-Claror à l'est du pays, classée au patrimoine mondial de l'UNESCO s'étend sur près de 4 300 hectares soit 9 % de la superficie totale de l'Andorre. Le parc naturel de la vallée des vallées du Coma Pedrosa, d'une superficie de 1 500 hectares est classé site Ramsar.

### Transports

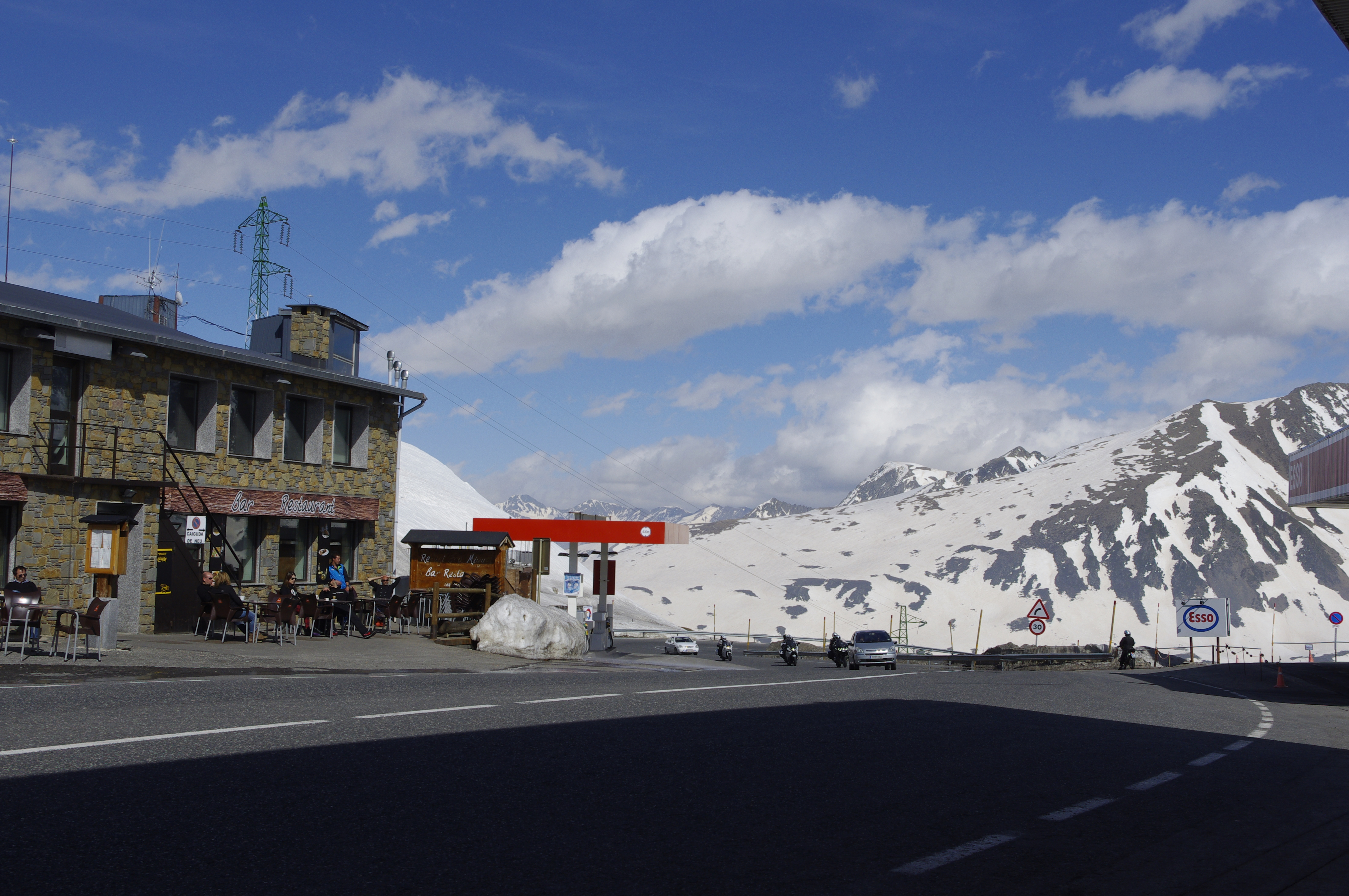
Le port d'Envalira

La situation géographique particulière du pays rend son accès difficile. Il est néanmoins correctement desservi par la route depuis les pays voisins. La connexion avec le réseau routier français s'effectue par un unique point de passage au niveau du Pas de la Case. Il est possible d'y rejoindre la France par le port d'Envalira (plus haut col routier européen ouvert toute l'année) ou par le tunnel d'Envalira. Les communications routières avec l'Espagne sont plus aisées et s'effectuent principalement par Sant Julià de Lòria. Le réseau routier andorran présente une longueur totale de 269 kilomètres. Les principaux axes suivent les vallées de la Valira et de ses deux bras.
Il n'existe pas de réseau ferroviaire en Andorre. La gare la plus proche est celle de l'Hospitalet-près-l'Andorre en France, qui permet de se rendre à Toulouse. Des navettes relient cette gare avec la principauté. Des projets de raccordement au réseau ferroviaire espagnol existent, en vue de l'ouverture d'une ligne Andorre - Lleida ou Andorre - Barcelone.
Le pays ne possède aucun aéroport. Le plus proche est celui de La Seu d'Urgell à 12 kilomètres de la frontière andorrane.